# Sito Alpha (Stargate)
Con il termine Sito Alpha si intende, nell'universo fantascientifico di Stargate SG-1 e di Stargate Atlantis, un pianeta sconosciuto ai nemici della Terra.
Creato come luogo dove evacuare pochi prescelti in caso la Terra venisse invasa, in seguito viene usato come base per le squadre SG che non riescono a contattare il Comando. Il sito viene usato anche per evacuare eventuali alleati in pericolo e come base per testare le nuove navi spaziali terrestri.
Vi furono tre Siti Alpha, in successione, nella Via Lattea e almeno un Sito Alpha nella Galassia di Pegaso. Nella Via Lattea vi furono anche un Sito Beta e un Sito Gamma.

## Via Lattea

### Primo Sito Alpha
Il primo Sito Alpha fu fondato dal Comando Stargate presumibilmente nel 2002. Il pianeta scelto fu P3X-984 (indirizzo: ), un pianeta disabitato e non presente nelle mappe della rete degli Stargate dei Goa'uld. La base fu utilizzata come rifugio anche da Tok'ra e Jaffa ribelli, i quali ebbero inizialmente dei problemi a convivere, dato che per circa 2.000 anni erano stati nemici.
Il sito fu abbandonato nel 2003, quando Anubis venne a conoscenza della sua posizione dalla mente di Jonas Quinn.

#### Realtà alternativa
In una realtà alternativa, il Daniel Jackson della nostra realtà scoprì che questo Sito Alpha, lì era chiamato Sito Beta, il che fa credere che vi sia un'altra base segreta chiamata appunto Sito Alpha.

### Secondo Sito Alpha
Il secondo Sito Alpha (indirizzo: ) fu fondato subito dopo aver abbandonato il primo. Un guerriero Kull, usando un dispositivo di invisibilità, forzò la sicurezza della base, uccidendo poi un Jaffa e un Tok'ra e rischiando quindi di spingere le due fazioni a uccidersi a vicenda. L'SG-1, presente anch'essa sul pianeta, riuscì a scovare ed uccidere il Kull ma in seguito la base dovette essere abbandonata e distrutta.

### Terzo Sito Alpha
Per il nuovo Sito Alpha fu scelto il pianeta P4X-650 (indirizzo: ), un pianeta 640 anni luce dalla Terra.
Il terzo sito fu costruito all'interno di una montagna, proprio come il Comando sulla Terra, e lo Stargate fu posizionato all'interno dello stabilimento. Fu costruito anche un hangar dove sostano degli F-302.
Teal'c usò il Sito Alpha come base per le sue operazioni dopo che lo Stargate della Terra fu rubato da agenti del Trust, i quali cominciarono attaccare i mondi controllati dai Goa'uld usando un veleno per i simbionti, ma uccidendo così anche Jaffa innocenti.
La versione Replicante di Samantha Carter fu condotta lì, dopo aver contattato il Comando Stargate. La sua presenza guidò Quinto, con una nave di Replicanti, fino al pianeta. Un satellite distruttore di Replicanti, costruito dagli Asgard, orbitava attorno al pianeta e distrusse la nave di Quinto. Il Replicante Carter, tuttavia, riuscì a fuggire.
Quando la Terra fu attaccata dai Wraith, i capi dell'IOA cercarono di fuggire sul Sito Alpha ma fallirono. Durante la battaglia, il colonnello John Sheppard e il maggiore Evan Lorne, saliti a bordo della nave alveare per piazzare un ordigno nucleare, fuggirono in tempo, raggiungendo il Sito Alpha pochi secondi prima che la bomba esplodesse, distruggendo gli invasori.

### Sito Beta
Il Sito Beta è la base fuori mondo secondaria.
Qui vi giunse il personale del Sito Alpha quando dovette evacuare il pianeta dopo che Anubis vi inviò un guerriero Kull.

### Sito Gamma
Il Sito Gamma fu una base segreta fuori mondo e una struttura di ricerca del Comando Stargate, posizionata su un pianeta a circa 24.000 anni luce dalla Terra. Il pianeta fu scelto soprattutto per la sua unica ionosfera radioattiva che quindi rendeva difficile l'individuazione della base dallo spazio.
Il sito ospitava più di 30 scienziati che si occupavano di diversi progetti. Nella base vi erano un piccolo hangar con alcuni F-302 e una torre di controllo, oltre al grosso della struttura che era sotterraneo, proprio come il Comando Stargate. Una piccola stazione di ricerca venne costruita a circa 10 km dalla base, anche se non fu mai usata.
A dimostrazione che il lavoro di ricerca svolto nel Sito Gamma fosse parte del Programma Stargate, furono inviati sul pianeta dei delegati dell'IOA. Durante questa ispezione, una specie di insetti assassini, chiamata R-75, infestò la base. La base dovette essere evacuata e fu dato il via al conto alla rovescia per l'autodistruzione. Il generale Hank Landry ordinò all'Odyssey di disseminare sul pianeta un agente tossico per eliminare gli insetti.
In seguito, su un altro pianeta fu costruito un secondo Sito Gamma. Da esso fu inviato un messaggio a Teal'c durante il suo tentativo di disabilitare il Supergate e fu inviato un avvertimento all'Odyssey di un imminente attacco di una nave Wraith.

## Galassia di Pegaso
Il Sito Alpha di Pegaso fu un avamposto di Atlantide durante il periodo di soggiorno della Spedizione nella nuova galassia. Lo scopo del sito era il medesimo di quello nella Via Lattea ma per l'evacuazione di Atlantide.
Il primo Sito Alpha fu abbandonato dopo che il pianeta venne scoperto dai Wraith. Un nuovo sito fu usato temporaneamente durante gli esperimenti su Michael. Il Sito Alpha infatti fu la prigione di Michael e fu abbandonata dopo la fuga del Wraith.
Successivamente, la Spedizione considerò un pianeta con scimmie volanti come nuovo Sito Alpha ma non vi realizzò mai una base perché Atlantide fu costretta rientrare sulla Terra.